# Ärztekammer Niedersachsen

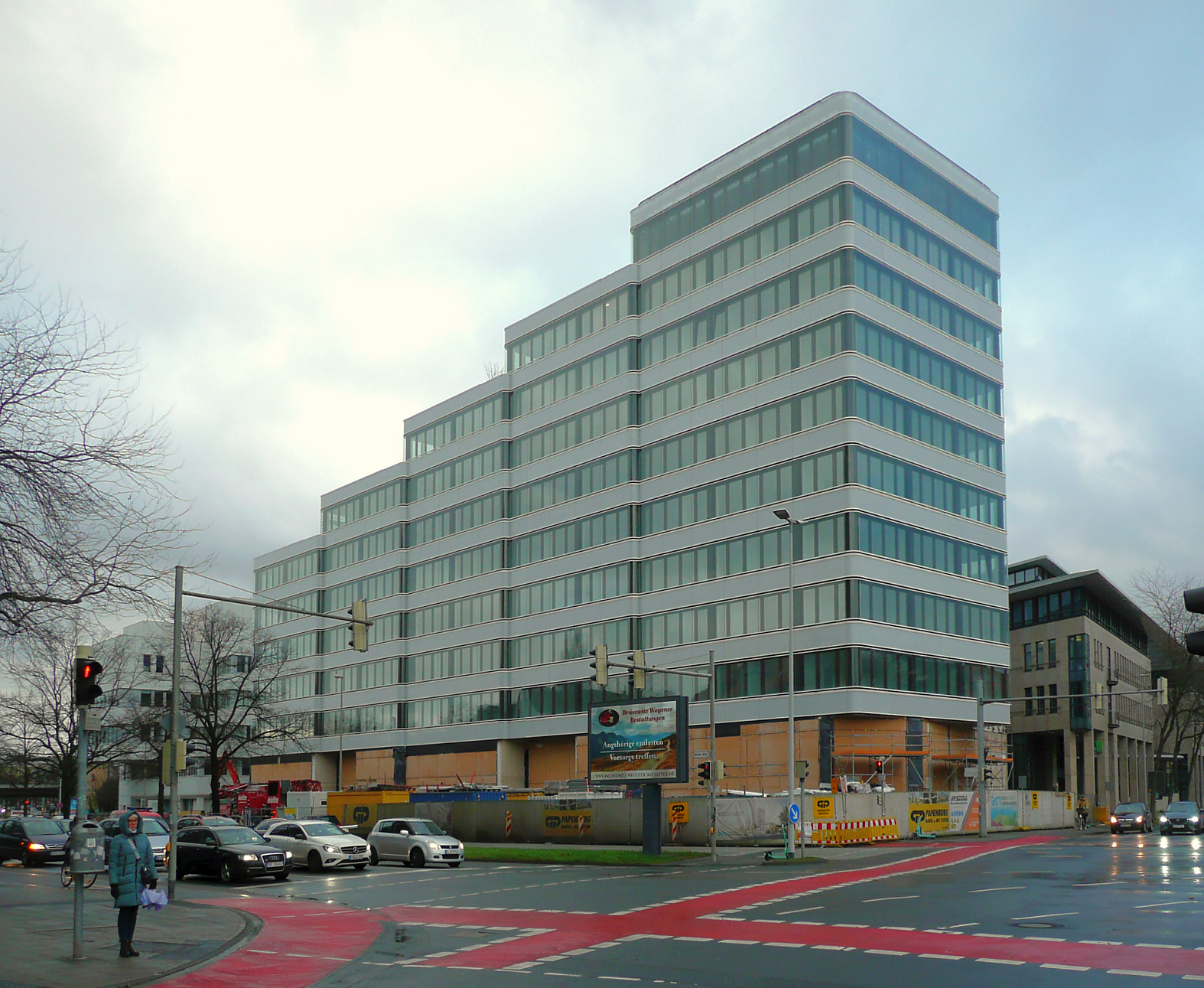
Gebäude der Ärztekammer Niedersachsen an der Berliner Allee 20 in Hannover, 2023

Die Ärztekammer Niedersachsen ist die Ärztekammer für das Bundesland Niedersachsen. Sie ist eine Körperschaft des öffentlichen Rechts mit Sitz in Hannover.

## Organisation
Die Ärztekammer Niedersachsen besteht aus zwei Organen:
- Kammerversammlung (60 Delegierte)
- Vorstand (Präsidentin, Vizepräsident, 5 Beisitzer)

## Aufgaben
Das Kammergesetz für die Heilberufe (HKG) des Landes Niedersachsen gibt den rechtlichen Rahmen und definiert die Aufgaben der Kammer u. a. mit:
- Interessenwahrnehmung
- Berufsaufsicht
- Förderung der Qualitätsentwicklung und -sicherung, der Fortbildung und Regelung der Weiterbildung
- Streitschlichtung
- Schaffung von Fürsorgeeinrichtungen
- Unterstützung des öffentlichen Gesundheitsdienstes
- Hinwirken auf eine ausreichende ärztliche Versorgung der Bevölkerung
- Durchführung des Berufsbildungsgesetzes
- Ausgabe von elektronischen Heilberufsausweisen

## Geschichte
Nach Ende des Zweiten Weltkrieges begann der Wiederaufbau der Ärztekammer Niedersachsen. Ludwig Sievers wurde von der Provinzregierung Hannover am 25. Mai 1945 zum Präsidenten der Ärztekammer Niedersachsen berufen. Mit Verordnung vom 3. August 1945 wurde bestimmt, die Ärztekammer als „Kammer der Heilberufe“ zu errichten. Angehörige waren damals neben Ärzten und Zahnärzten auch Dentisten; zudem bestand bis 1947 eine Berufsaufsicht der Ärztekammer Niedersachsen für Heilpraktiker. Mit den Aufgaben der Kassenärztlichen Vereinigung war sie in den Anfangsjahren ebenfalls betraut.

## Persönlichkeiten
- Heyo Eckel (* 1935), 1990–2006 Präsident der Ärztekammer Niedersachsen, Ehrenpräsident
- Paul Eckel (1900–1971), 1958–1971 Präsident der Ärztekammer Niedersachsen
- Heinz Lindemann (1917–1986), ehemaliger Vizepräsident der Ärztekammer Niedersachsen.[4]
- Gustav Osterwald (1922–2011), 1978–1990 Präsident der Ärztekammer Niedersachsen
- Ludwig Sievers (1887–1968), 1945–1958 Präsident der Ärztekammer Niedersachsen, 1958–1962 Vizepräsident, Ehrenpräsident